# Scooby Doo and Scrappy Doo (animirani serijal 1980.)
Scooby Doo and Scrappy Doo američki je animirani serijal, peti iz serije Scooby Doo, stvoren u studiju Hanna-Barbera i premijerno prikazivan na televizijskoj postaji ABC od 8. studenoga 1980. do 18. prosinca 1982. Uključuje 33 epizode (tj. 99 kratkih epizoda) raspoređene u 3 sezone.
Serijal je ovisno o sezoni premijerno emitiran kao dio nekoga animiranog bloka:
- prva i druga sezona – dio 60-minutnoga bloka The Richie Rich/Scooby-Doo Show (uz Richie Rich)
- treća sezona – dio 60-minutnoga bloka The Scooby & Scrappy-Doo/Puppy Hour (uz The Puppy's New Adventures).

Svaka epizoda jest segment sastavljen od triju kratkih epizoda. Glavni su likovi Scooby Doo, Scrappy Doo i Shaggy, a Daphne, Velma i Fred ne pojavljuju se. Treće kratke epizode u trećoj sezoni zapravo su epizode serije Scrappy and Yabba Doo, u kojoj zagonetke rješavaju samo Scrappy, Scoobyjev brat Yabba Doo (također Scrappyjev ujak) i šerif Dusty.
U bivšoj državi serijal se pod imenom Zdulac prikazivao s hrvatskom sinkronizacijom (nema podataka o glasovima) na RTZ-u (današnji HRT).

## Glasovi

### Originalna verzija
- Don Messick kao Scooby Doo i Scrappy Doo
- Casey Kasem kao Shaggy Rogers
- Frank Welker kao Yabba Doo (1982.)

### Hrvatska verzija

#### Gama-Planet Studio
Za VHS izdanje 1996. godine sinkronizirana je jedna kratka epizoda: Ljubav na švicarski način (Scooby’s Swiss Miss).
- Vlado Kovačić kao Scooby-Doo
- Igor Mešin kao Scrappy-Doo
- Ranko Tihomirović kao Shaggy Rogers
- Đurđa Ivezić kao švicarska pudlica
- Bobi Marotti kao buldog

Režija: Gordana Hajni
Tonski snimatelji: Gordan Antić i Davor Omerza

#### Scooby-Doo i prijatelji
Za VHS izdanje Scooby-Doo i prijatelji sinkronizirane su epizode 1b, 4b i 9b.
- Vlado Kovačić kao Scooby-Doo
- Igor Mešin kao Scrappy-Doo
- Ranko Tihomirović kao Shaggy Rogers

## Popis epizoda
| Broj                        | Naziv                                 | Naziv                                | Naziv                       |
| PRVA SEZONA (1980. – 1981.) | PRVA SEZONA (1980. – 1981.)           | PRVA SEZONA (1980. – 1981.)          | PRVA SEZONA (1980. – 1981.) |
| --------------------------- | ------------------------------------- | ------------------------------------ | --------------------------- |
| 01                          | A Close Encounter With a Strange Kind | A Fit Night Out For Bats             | The Chinese Food Factory    |
| 02                          | Scooby’s Desert Dilemma               | Stuntman Scooby                      | Mummy’s the Word            |
| 03                          | The Old Cat and Mouse Game            | Scooby’s Three Ding-A-Ling Circus    | Hang in There, Scooby       |
| 04                          | Scooby’s Bull Fright                  | Stowaways                            | Long John Scrappy           |
| 05                          | A Bungle in the Jungle                | Scooby’s Fun Zone                    | Scooby’s Fantastic Island   |
| 06                          | Scooby Ghosts West                    | Swamp Witch                          | Waxworld                    |
| 07                          | Scrappy’s Birthday                    | Sir Scooby and the Black Knight      | Scooby in Wonderland        |
| 08                          | Scooby’s Swiss Miss                   | Et Tu, Scoob?                        | Soggy Bog Scooby            |
| 09                          | South Sea Scare                       | Scooby Gumbo                         | Alaskan King Coward         |
| 10                          | Moonlight Madness                     | Way Out Scooby                       | Strongman Scooby            |
| 11                          | Scooby at the Center of the World     | Scooby’s Trip to Ahz                 | Dog Tag Scooby              |
| 12                          | A Fright At the Opera                 | The Invasion of the Scooby Snatchers | Scooby and the Bandit       |
| 13                          | Robot Ranch                           | Scooby Dooby Guru                    | Surprised Spies             |
| DRUGA SEZONA (1981.)        |                                       |                                      |                             |
| 14                          | Scooby Nocchio                        | Lighthouse Keeper Scooby             | Scooby’s Roots              |
| 15                          | Scooby’s Escape From Atlantis         | Excalibur Scooby                     | Scooby Saves the World      |
| 16                          | Scooby Dooby Goo                      | Rickshaw Scooby                      | Scooby’s Luck of the Irish  |
| 17                          | Backstage Scooby                      | Scooby’s House of Mystery            | Sweet Dreams Scooby         |
| 18                          | Scooby-Doo 2000                       | Punk Rock Scooby                     | Canine to Five              |
| 19                          | Hard hat Scooby                       | Hothouse Scooby                      | Pigskin Scooby              |
| 20                          | Sopwith Scooby                        | Tenderbigfoot                        | Scooby and the Beanstalk    |
| TREĆA SEZONA (1982.)        |                                       |                                      |                             |
| 21                          | Basketball Bumblers                   | The Maltese Mackerel                 | Yabba’s Hustle Rustle       |
| 22                          | Super Teen Shaggy                     | Stakeout at the Takeout              | Mine Your Own Business      |
| 23                          | Who’s Scooby-Doo?                     | Beauty Contest Caper                 | Runaway Scrappy             |
| 24                          | The Movie Monster Menace              | Double Trouble Date                  | Slippery Dan the Escape Man |
| 25                          | Dumb Waiter Caper                     | The Comic Book Caper                 | The Low-Down Showdown       |
| 26                          | From Bad to Curse                     | The Misfortune Teller                | The Vild Vest Vampire       |
| 27                          | A Gem of a Case                       | Scooby-Doo and Genie-Poo             | Tumbleweed Derby            |
| 28                          | Picnic Poopers                        | Muscle Trouble                       | Alien Schmalien             |
| 29                          | Captain Canine Caper                  | Close Encounters of the Worst Kind   | Law and Disorder            |
| 30                          | Catfish Burglar Caper                 | One Million Years Before Lunch       | Go East Young Pardner       |
| 31                          | The Incredible Cat Lady Caper         | The Disappearing Car Caper           | Up a Crazy River            |
| 32                          | Where’s the Werewolf?                 | Cable Car Caper                      | Tragic Magic                |
| 33                          | The Hoedown Showdown                  | Snow Job Too Small                   | Bride And Gloom             |

## VHS i DVD izdanja u Hrvatskoj

### Distribucija PRO-BEL i VTI
- Velike ljubavi crtića (VHS; jedna kratka epizoda: 8a; sinkronizirano)
- Ljubavna groznica (VHS, epizoda 33c; sinkronizirano)
- Scooby Doo i prijatelji: Sablasni duhovi (VHS, epizode 8c, 10a, 14b; sinkronizirano)
- Obitelj Kremenko i prijatelji: Veliko putovanje (VHS, epizoda 12c; sinkronizirano)

### Distribucija Continental film
- Scooby Doo i vampiri (DVD; jedna kratka epizoda: 1b)
- Scooby Doo i strašni karneval (DVD; jedna kratka epizoda: 5b)
- Scooby Doo i vukodlaci (DVD; jedna kratka epizoda: 32a)